# Веригіно (Нижньогородська область)
Веригіно (рос. Веригино) — село в Арзамаському районі Нижньогородської області Російської Федерації.
Населення становить 128 осіб. Входить до складу муніципального утворення Абрамовська сільрада.

## Історія
Від 2009 року входить до складу муніципального утворення Абрамовська сільрада.

## Населення
| 1999 | 2002 | 2010 |
| ---- | ---- | ---- |
| 213  | ↘141 | ↘128 |